# Rasoul Taghian
Rasoul Taghian Chadegani (* 21. Januar 1987) ist ein iranischer Gewichtheber.

## Karriere
Er war von 2006 bis 2008 wegen eines Dopingverstoßes gesperrt. Nach seiner Sperre gewann er bei den Asienmeisterschaften 2009 die Bronzemedaille in der Klasse bis 77 kg. 2013 gewann er sowohl bei den Asienmeisterschaften als auch bei der Universiade Gold. Bei den Weltmeisterschaften im selben Jahr erreichte er den vierten Platz. 2014 wechselte er in die Klasse bis 85 und wurde Vierter bei den Asienspielen.